# Michów (Neder-Silezië)
Michów (Duits: Michelsdorfer Vorwerke) is een dorp in de Poolse woiwodschap Neder-Silezië. De plaats maakt deel uit van de gemeente Chojnów.